# Manuel Echeverría Larraín
Manuel de Echeverría y Larraín fue un político y un abogado chileno, que nació en Santiago, en 1797, y que falleció en la misma ciudad, en 1862. Hijo de don Diego Perfecto de Echeverria y Aragón y de doña Mónica Josefa de Larraín y Lecaros, estuvo casado con Mercedes Pérez Cotapos de Aldunate.
Estudió en el Instituto Nacional, del cual se graduó de abogado en 1828. Ese mismo año participó en la firma de la Constitución Política de la República de Chile, siendo diputado por Quillota.
Era miembro de las ideas pipiolas. Fue Diputado por Quillota en tres períodos (1827-1831). En este período estuvo integrando la Comisión permanente Calificadora de Poderes y Peticiones.
Diputado por Santiago en dos períodos (1852-1858), formó parte de la Comisión de Educación y Beneficencia.
Electo Senador por la provincia de Cachapoal (1858-1867), integró la Comisión de Legislación, Constitución y Justicia del Senado, llegando además a la Vicepresidencia del Senado en 1861-1862.